# 요석택궁인
요석택궁인 김씨(邀石宅宮人 金氏, 생몰년 미상)는 고려의 제7대 왕 목종의 후궁이다.

## 생애
궁녀(宮女)였다가 목종(穆宗)의 총애를 받고 호를 요석택궁인(邀石宅宮人)이라 하였다. 그런데 경주(慶州) 사람 김융대(金融大)가 원성왕(元聖王)의 원손(遠孫)이라 사칭하고 양민 500여 명을 노비(奴婢)로 만들어 궁인 김씨(宮人 金氏) 및 평장(平章) 한인경(韓藺卿), 시랑(侍郞) 김락(金諾)에게 뇌물로 증여하고 후원을 받게 되었다. 이때 어사대(御史臺) 관리가 경주(慶州)를 순찰하여 실정으로 민심의 원성을 듣고 목종(穆宗)에게 아뢰어 죄줄 것을 청하니 목종(穆宗)이 명하여 김씨(金氏)에게는 동 100근을 징수하고, 한인경(韓藺卿)과 김락(金諾)은 외지로 유배를 보내니 듣는 사람이 다 기뻐하였다 한다.
목종(穆宗)이 살해되어 폐출당한 뒤 작위를 잃어버려 《고려사》(高麗史), 《고려사절요》(高麗史節要)에는 "궁인 김씨(宮人 金氏)"라 하고 요석택궁인(邀石宅宮人)에 책봉된 사실이 별도로 전하며, 이후의 기록은 전하지 않는다.

## 가족 관계
- 남편 : 제7대 목종(穆宗, 980 ~ 1009)

## 요석택궁인이 등장한 작품
- 《천추태후》(KBS, 2009년, 배우:이태임)

## 같이 보기
- 고려사
- 목종